# Šentvid pri Zavodnju
Šentvid pri Zavodnju is een plaats in Slovenië en maakt deel uit van de gemeente Šoštanj in de NUTS-3-regio Savinjska. De plaats telde 53 inwoners op 1 januari 2020.